# Chionomesa fimbriata
Chionomesa fimbriata là một loài chim trong họ Trochilidae.

## Hình ảnh

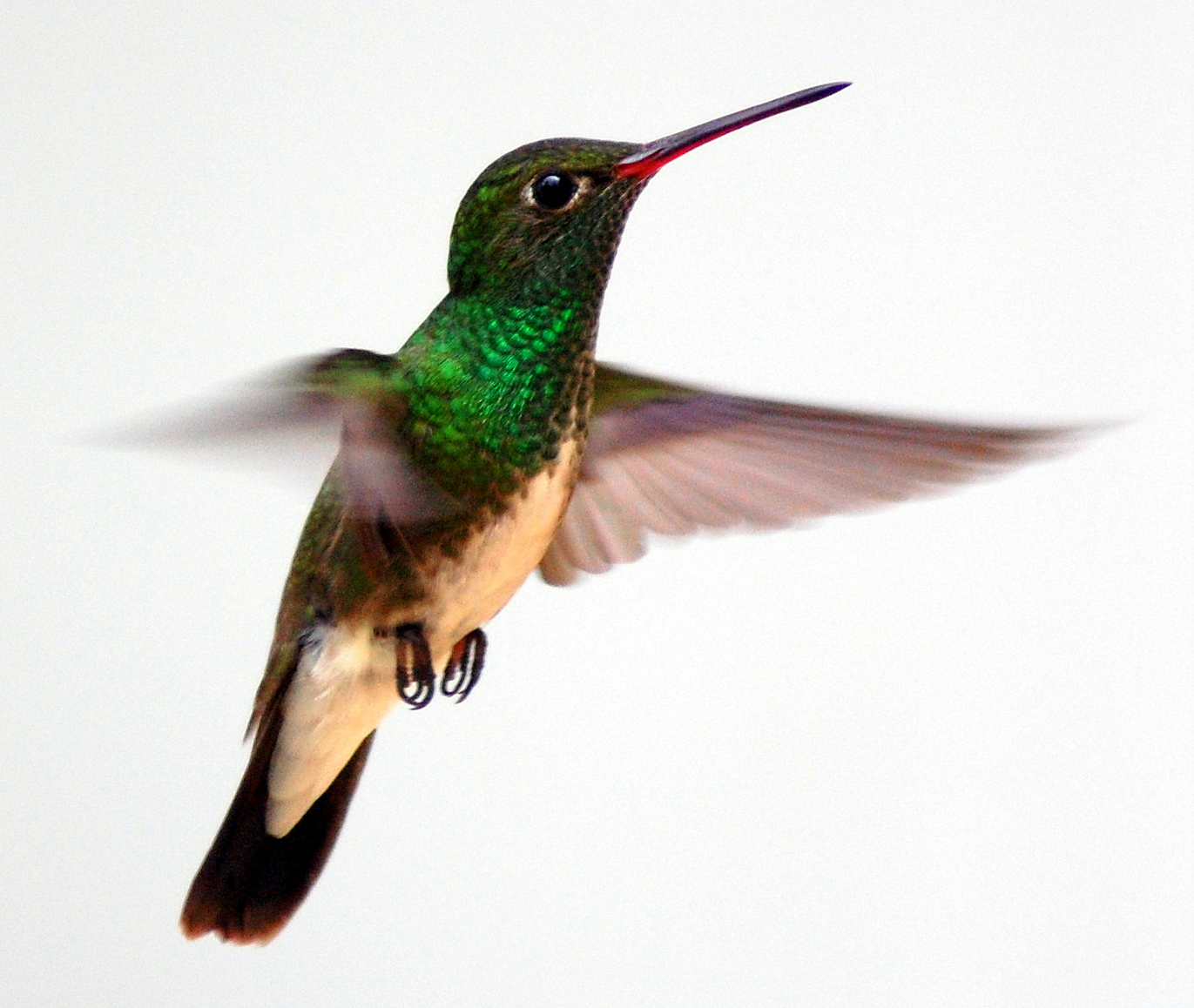
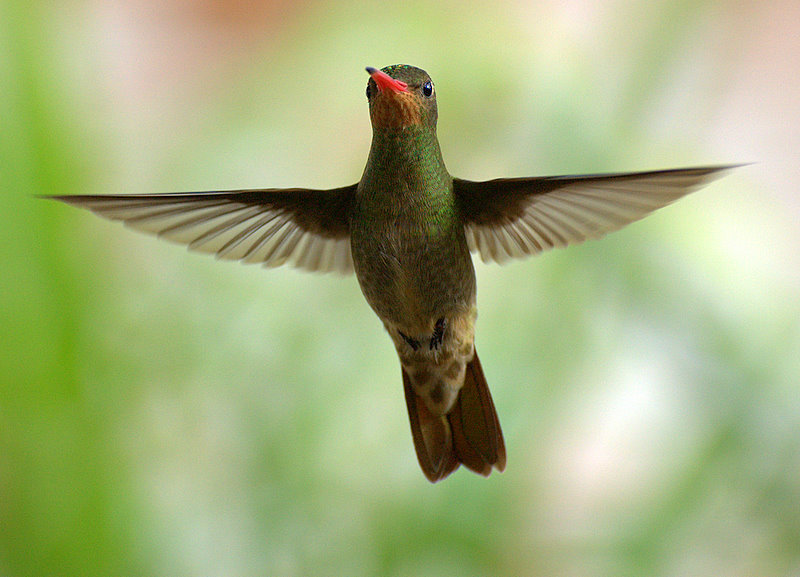
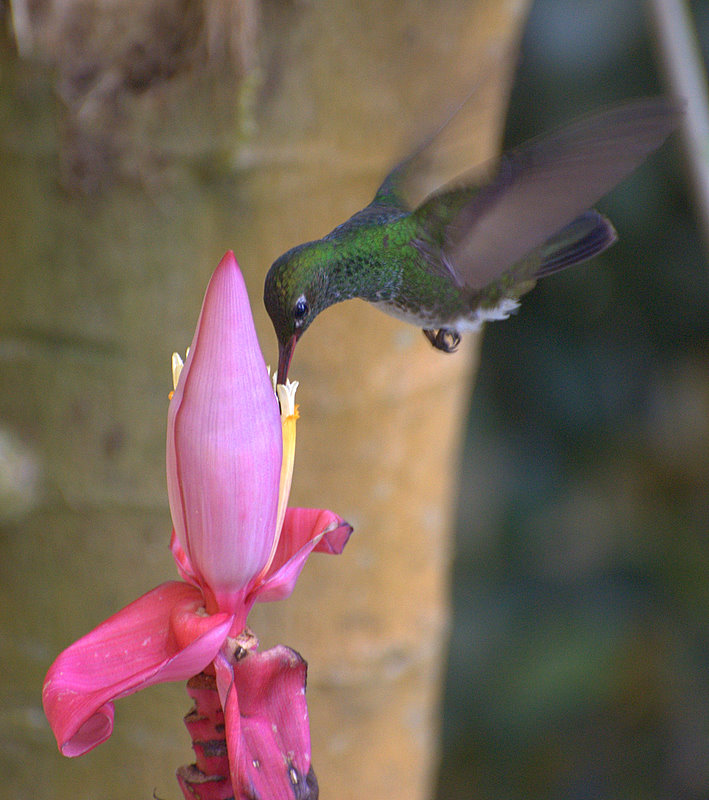